# Mijn vader
Mijn vader is een tiendelige humaninterestreeks van productiehuis Sylvester Productions die door de Vlaamse televisiezender Canvas uitgezonden werd in het voorjaar van 2009.
In de reeks praat Phara de Aguirre met BV's over de bijzondere relatie met hun bekende zoon, dochter of vader. De gesprekken worden afgewisseld met sfeerbeelden van de interactie tussen beide personen.

## Afleveringen
| Afl. | Uitzenddatum     | Praatgasten                                                                      |
| ---- | ---------------- | -------------------------------------------------------------------------------- |
| 1    | 7 januari 2009   | Jan Hoet jr. en zijn vader Jan Hoet                                              |
| 2    | 14 januari 2009  | Dyab Abou Jahjah en zijn vader Khalil Jahjah                                     |
| 3    | 21 januari 2009  | Charles Michel en zijn vader Louis Michel                                        |
| 4    | 28 januari 2009  | Danny en David Van den Broeck en hun vader Jan Van den Broeck van Circus Ronaldo |
| 5    | 4 februari 2009  | Sandy Blanckaert en haar vader Will Tura                                         |
| 6    | 11 februari 2009 | Tom Dehaene en zijn vader Jean-Luc Dehaene                                       |
| 7    | 18 februari 2009 | Els Dottermans en haar vader Herman Dottermans                                   |
| 8    | 25 februari 2009 | Daan Stuyven en zijn vader Jef Stuyven                                           |
| 9    | 4 maart 2009     | Wouter Deprez en zijn vader Frans Deprez                                         |
| 10   | 11 maart 2009    | Anne Martens en haar vader Wilfried Martens                                      |